# Ramón Ignacio Méndez (Barinas)
Ramón Ignacio Méndez est l'une des quatorze paroisses civiles de la municipalité de Barinas dans l'État de Barinas au Venezuela. Sa capitale est Barinas, chef-lieu de la municipalité et capitale de l'État, dont elle abrite les quartiers au sud et sud-est du centre. En 2011, sa population s'élève à 90 464 habitants et en 2018 à 105 775 habitants.

## Géographie

### Description et limites
La paroisse est de forme polygonale allongée, limitée au nord-est par l'avenue Agustín-Codazzi, au nord-ouest, par l'avenue 23-de-Enero et au sud-ouest par une limite brisée la séparant de la paroisse civile voisine d'Alto Barinas.

### Démographie
La paroisse civile de Ramón Ignacio Méndez recouvre intégralement les quartiers sud et sud-est de la ville de Barinas. Partiellement urbaine sans sa partie nord, la paroisse civile n'abrite aucune autre localité que ces quartiers de la capitale de l'État, parmi lesquels :
- Barrio Corralito
- Florentino
- Independencia
- Juan Pablo
- Urbanización Llano Alto
- Urbanización Raúl Leoni

## Sources
- (es) Cet article est partiellement ou en totalité issu de l’article de Wikipédia en espagnol intitulé « Municipio Barinas » (voir la liste des auteurs).